# Anders Jobs
Anders Jobs, född 29 oktober 1876 i Leksands församling, Kopparbergs län, död 10 augusti 1959, var en svensk musikdirektör. 

## Biografi
Anders Jobs var son till småskolläraren Jobs Anders Andersson i Yttermo.Jobs studerade vid Musikkonservatoriet i Stockholm 1892–98, avlade organistexamen där 1894, erhöll specialbetyg i pianostämning samma år, avlade kyrkosångarexamen 1897 och musiklärarexamen 1898. Han studerade kontrapunkt, komposition och orkesterinstrument för Joseph Dente 1894–98 och senare medeltidens samt reformationstidens liturgiska musik för Oscar Byström 1903–06. Han studerade även kontrabasspelning samt orgelbyggeri i Tyskland 1913.
Jobs var organist i Lindesberg 1899–1903, vikarierande organist i Oscars församling i Stockholm 1903–06, vikarierande lärare i musik vid Falu högre allmänna läroverk 1906–08 och musiklärare där 1909–39. Han var organist och klockare i Stora Kopparbergs socken från 1908 samt av Kungliga Musikaliska Akademien förordnad censor vid organistexamen i Falun 1931–40. Han invaldes som associé av nämnda akademi 1949.

## Familj
Jobs var gift första gången 1901–24 med Elisabet Wisén-Jobs och andra gången från 1926 med Anna Sofia Berg, född Westergren. Han var i första äktenskapet far till Kerstin, Mait, Lisskulla, Lisbet, Peer, Gitt och Gocken Jobs.